# 使命召唤Online
《使命召唤Online》是一款由美国动视旗下的Raven工作室制作、腾讯公司独家代理的一款第一人称射击的网络游戏。之前的测试由上海动视制作，由于动视对中国这一庞大市场保持期望，改由动视王牌工作室raven接手，腾讯公司代理。本游戏在運營期間只對中国大陆开放，並無全球上市的規劃。2021年8月31日，使命召唤Online正式停止运营。

## 游戏背景
《使命召唤Online》英雄行动以《使命召唤》的《现代战争》系列（Modern Warfare）为故事背景，采用《现代战争》系列的世界观，讲述的是《现代战争》1—2代之间发生的故事。但随着游戏版本的更新以及开发组的更换导致剧本更改，除部分人物外已与《现代战争》系列无多大联系，已作为一个平行世界。

## 阵营
《使命召唤Online》中的两大PVP阵营分别是141特遣队以及暗影军团。此外还有剧情的第三方阵营裂变委员会。

## 游戏模式
截至2018年7月17日“绝境突围版本”，游戏内共有如下游戏模式：

### 多人竞技（PVP）

#### 勇者游戏
- 勇者游戏（单人）
- 勇者游戏（双人）
- 绝命逃生[2]
- 周末勇者联赛

#### 冲锋团队竞技
- 实战对抗
- 鹰眼
- 冲锋团竞9v9

#### 经典爆破（SD）
- 经典爆破6v6
- 经典爆破6v6 - 真实模式
- 经典爆破9v9

#### 战术团队竞技（TDM）
- 战术团竞9V9
- 战术团竞9V9 - 真实模式
- 战术团竞6V6

#### 激斗派对
- 枪械游戏
- 限时-训练模式[3]
- 小鸡模式[4]

##### 限时（2017年7月25日起，每周二轮流开启）
- 疯狂小黑屋
- 狙击战
- 致命一发
- 原始战争
- 手枪战

#### 乱斗赛单
- 据点争夺
- 冲锋团竞9V9-储油站
- 冲锋团竞6V6
- 科技爆破6V6-实战对抗
- 科技爆破6V6
- 科技爆破6V6-能源基地
- 经典爆破6V6-乱斗菜单
- 经典爆破9V9-乱斗菜单
- 热点争夺
- 机械公敌-感染
- 搜索救援
- 抢钻大战9V9
- 首领团队竞技
- 刀锋战场-战术团竞
- 传统刀战
- 刀锋战场-夺旗模式

#### 仅自定义模式（无法通过正常匹配开始游戏）
- 极限爆破
- 个人竞技
- 夺金大战

### 闯关玩法（PVE）

#### 剧情模式
- 身份不明
- 接头
- 安全屋
- 坠机之地
- 参透行动
- 狙击永恒
- 致命毒物
- 背叛
- 遥远的桥
- 倒计时

#### 僵尸围城
- 生存模式

#### 无尽系列
- 无尽幸存者
- 无尽僵尸竞技场
- 无尽生存
- 无尽惊魂丧尸岛

#### 超级丧尸大战
- 丧尸竞技场
- 惊魂丧尸岛

### 已下线玩法
- 训练模式
  - 射击训练场
  - 近战训练场
- 剧情模式
  - 最后一战（因未知原因没有上线）
  - 新世界（原因同上）
- 闯关玩法（PVE）
  - 空中收割者（因游玩人数太少于2016年年末移除）
  - 营救模式（在公测前夕移除）
- 多人竞技（PVP）
  - 激光大乱斗
  - 大战场团队竞技（合并至战术团队竞技）

## 游戏地图

### 总览
-部分地图并非基于原版地图制作，而在本身重制过的版本制作-
- 天际广场 Spire（黑色行动3） （页面存档备份，存于）
- 公寓楼 Skidrow（现代战争2） （页面存档备份，存于）
- 西西里小镇 Piazza（现代战争3） （页面存档备份，存于）
- 摩天大楼 Overwatch（现代战争3） （页面存档备份，存于）
- 坠机之地
- 交叉火力
- 农场
- 安全屋 Estate（现代战争2） （页面存档备份，存于）
- 摩加迪沙 Bakaara（现代战争3） （页面存档备份，存于）
- 自由广场
- 伊维亚斯
- 突尼斯小镇 （原创地图）
- 生死沙城
- 化学工厂 Storm（现代战争2） （页面存档备份，存于）
- 靶场
- 海岸之城 Oasis（现代战争3） （页面存档备份，存于）
- 西部训练场 （原创地图）
- 贫民窟 Favela（现代战争2） （页面存档备份，存于）
- 核弹小镇
- 废弃工业区 Hardhat（现代战争3） （页面存档备份，存于）
- 战火小镇
- 山景别墅
- 雷达站 Dome（现代战争3） （页面存档备份，存于）
- 潜艇基地 SubBase（现代战争2） （页面存档备份，存于）
- 货轮
- 荒漠边陲 Afghan（现代战争2） （页面存档备份，存于）
- 滨海镇 Seatown（现代战争3） （页面存档备份，存于）
- 高楼 Skyrise（高级战争） （页面存档备份，存于）
- 雪山之巅
- 航站楼 Terminal（现代战争3） （页面存档备份，存于）
- 能源基地
- 杀戮小屋
- 末日钻井
- 皇家园林 （原创地图）
- 度假村 （原创地图）
- 前哨站
- 恶灵沼泽
- 机械体研究所
- 机械体制造工厂
- 18区 （原创地图）
- 7区 （原创地图）
- 高架桥下（尖峰行动版本移除）Underpass（现代战争2） （页面存档备份，存于）
- 遗忘之城（尖峰行动版本移除）
- 夜色沼泽（未知原因移除）（以恢复）
- 废墟（未知原因移除）(以恢复)
- 游乐场（新年限时活动地图，已移除）

### PVP模式赛单

#### 冲锋团队竞技
- 末日钻井
- 核弹小镇
- 修道院
- 绿洲
- 混战码头
- 天际广场
- 雪山之巅
- 高楼
- 海岸之城
- 自由广场
- 潜艇基地（匹配移除）
- 山景别墅（匹配移除）
- 战火小镇（匹配移除）
- 废弃工业区（匹配移除）
- 生死沙城（匹配移除）
- 航站楼（匹配移除）
- 储油站（匹配移除）

#### 经典爆破
- 坠机之地
- 交叉火力
- 农场
- 安全屋
- 摩加迪沙
- 皇家园林
- 突尼斯小镇
- 生死沙城
- 化学工厂
- 靶场
- 海岸之城
- 西部训练场
- 贫民窟
- 伊维亚斯
- 核弹小镇（匹配移除）
- 废弃工业区（匹配移除）
- 战火小镇（匹配移除）
- 山景别墅（匹配移除）
- 雷达站（匹配移除）
- 潜艇基地（匹配移除）
- 货轮（匹配移除）
- 荒漠边陲（匹配移除）
- 滨海镇（匹配移除）
- 高楼（匹配移除）
- 雪山之巅（匹配移除）
- 航站楼（匹配移除）
- 能源基地（匹配移除）
- 杀戮小屋（匹配移除）
- 废墟（未知原因移除）
- 夜色沼泽（未知原因移除）
- 游乐场（新年限时活动地图，已移除）

#### 战术团队竞技
- 杀戮小屋
- 农场
- 摩加迪沙
- 生死沙城
- 航站楼
- 雪山之巅
- 化学工厂
- 高楼
- 滨海镇
- 荒漠边陲
- 靶场
- 货轮
- 潜艇基地
- 雷达站
- 山景别墅
- 战火小镇
- 坠机之地
- 安全屋
- 贫民窟
- 核弹小镇
- 交叉火力
- 废弃工业区
- 海岸之城
- 储油站
- 伊维亚斯
- 废墟（未知原因移除）
- 夜色沼泽（未知原因移除）
- 游乐场（新年限时活动地图，已移除）

#### 据点争夺
- 农场
- 摩加迪沙
- 生死沙城
- 雪山之巅
- 化学工厂
- 滨海镇
- 靶场
- 雷达站
- 海岸之城
- 坠机之地
- 交叉火力
- 贫民窟
- 伊维亚斯（匹配移除）
- 核弹小镇（匹配移除）
- 安全屋（匹配移除）
- 战火小镇（匹配移除）
- 废弃工业区（匹配移除）
- 山景别墅（匹配移除）
- 潜艇基地（匹配移除）
- 货轮（匹配移除）
- 荒漠边陲（匹配移除）
- 高楼（匹配移除）
- 航站楼（匹配移除）
- 储油站（匹配移除）
- 杀戮小屋（匹配移除）
- 废墟（未知原因移除）
- 夜色沼泽（未知原因移除）
- 游乐场（新年限时活动地图，已移除）

#### 狼人行动
- 生死沙城
- 靶场
- 海岸之城
- 山景别墅
- 战火小镇

#### 刀战
- 度假村

#### 勇者游戏
- 18区
- 7区

### PVE模式赛单

#### 丧尸围城
- 前哨站
- 恶灵沼泽
- 机械体研究所
- 机械体制造工厂

#### 其他
- 末日之城（空中收割者模式。剧情模式存在）

## 游戏枪械

### 主武器

#### 突击步枪
- MK14
- MR23
- FA7.62-L
- M1加兰德
- AK-47
- AK117
- M4A1
- M16A4
- M4A1 Tech
- MK17-CQC
- G37H
- Type 95
- 97式
- 塔沃尔-21
- 塔沃尔-21 Tech
- 法玛斯
- AAC
- AKBP
- AN94
- 雷明顿 A.C.R
- BPR2000
- R5RGP（英语：Remington R5 RGP）
- X51
- SPBC

#### 冲锋枪
- SMG5
- SMG5SD
- UMG
- AKS-74U
- 短剑
- 迷你乌兹
- PDW90
- 汤姆逊
- Vz.61 蝎式
- Vepr
- MP7

#### 轻机枪
- SA80-LSW
- MGA43
- RPD
- M260B
- 施泰尔AUG-H
- M4LMG

#### 霰弹枪
- CSG-12
- 伯奈利M1014
- 弗兰基-12
- 温切斯特 M1887
- GPAS-12
- 艾奇逊 AA12
- 打击者
- 游侠
- 雷明登870

#### 狙击步枪
- CheyTacM200
- 雷明顿 MSR
- Type85 Evolution
- M21 EBR
- 瓦尔特2000
- OTs-03
- 北极.50 BMG
- L115A3
- P06（测试服图片）

### 副武器

#### 手枪
- 贝瑞塔M9
- USPT.45
- MK1911
- .44马格南
- 沙鹰

#### 冲锋手枪
- FA1911
- PDW2000
- 斯泰尔TMP
- 格洛克18
- 贝瑞塔M93R

#### 发射器
- “毒刺”导弹
- RPG
- “标枪”导弹
- SMRS
- M79“重击者”
- 榴弹发射器
- EGM手榴弹发射器
- 爆炸型十字弩

#### 近战武器
- 防爆盾
- 军用长刀
- 自由之剑
- 战术弹簧刀
- 九头环虎刀
- 克罗诺斯之刃
- 如意金箍棒
- 双刀
- 青龙偃月刀

#### 变形枪
命运
枪械数据：G37H + SMG5
自由
枪械数据：M200 + CSG-12
正义
枪械数据：AK47 +  FA7.62-L
审判
枪械数据：AK117 + 双持迷你乌兹
天命
枪械数据：M4A1 Tech + AA12
混沌
枪械数据：AN94 + RPD
天启
枪械数据：雷明顿 MSR + UMG
死神
枪械数据：AAC + GSC-12                      
毁灭
枪械数据:MK17-CQC+L115A3

## 历史版本[5]
- 阿尔法行动（2012-09-28）
- 掠食者行动（2013-04-30）
- 先行者行动（2013-09-18）
- 精英行动（2013-10-18）
- 无畏行动（2014-01-07）
- 尖峰行动（2014-06-30）
- 终极内测（2014-08-01）
  - 末世营救（2014-08-28）
  - 恶灵狙击（2014-09-25）
- 不删档测试（2014-11-18）
- 不限号测试（2015-01-11）
  - 2015贺岁版（2015-02-12）
  - 死神天降（2015-03-23）
  - 飓风火力（2015-04-24）
  - 天生无畏（2015-05-27）
  - 疯狂的箱子（2015-06-17）
- 开放测试（2015-07-25）
  - 荒野飚客（2015-08-11）
  - 激光大乱斗（2015-09-01）
  - 神器大暴走（2015-09-28）
  - 无尽生存（2015-11-02）
  - 机械狂潮（2015-11-27）
  - 大闹猴年（2016-01-28）
  - 热血摩天楼（2016-03-04）
  - 机械公敌（2016-03-31）
  - 赏金行动（2016-04-26）
  - 夺金大战（2016-07-04）
  - 爆破风暴（2016-08-16）
  - 勇者行动（2016-09-26）
  - 逃离丧尸岛（2016-10-24）
- 公测（2016-10-27）
  - 丧尸浩劫（2016-12-06）
  - 刀锋战场（2017-01-13）
  - 抢点行动（2017-02-09）
  - 最后的幸存者（2017-03-20）
  - 白色巨人行动（2017-04-21）
  - 天赋是杀不死的（2017-05-27）
  - 未来集结（2017-06-27）
  - 打造绝对战士（2017-07-25）
  - 今晚打僵尸（2017-08-23）
  - 狼人行动（2017-09-26）
  - 超级变变变（2017-10-26）
  - 我是平民（2017-11-28）
  - 勇者游戏（2017-12-14）
  - 军备贺岁（2018-1-25）
  - 绝对战场（2018-3-06）
  - 生存法则（2018-4-03）
  - 勇者游戏：极限试炼（2018-4-24）
  - 枪神对决（2018-5-21）
  - 鸡因突变（2018-6-19）
  - 绝境突围（2018-7-17）
  - 异变升级（2018-8-21）
  - 狩猎与突围（2018-9-21）
  - 致命狙击（2018-11-27）
  - 大战小人国（2018-12-14）
  - 起源之战（2019-1-18）
  - 火拼护送（2019-3-6）
  - 据战山巅（2019-4-17）
  - 决战大都会！（2019-5-21）
  - 背水一战！（2019-6-25）
  - 绝命高架！（2019-7-18）
  - 夺宝奇兵！（2019-8-22）
  - 围城之战！（2019-9-24）
  - 失重黎明！（2019-10-24）
  - 寂静工坊！（2019-11-21）
  - 硝烟海岸！（2020-1-8）